# Гідротартрат калію
Гі́дротартра́т калію (також бітартрат калію, винний камінь) — калієва сіль винної кислоти складу KHC4H4O6. Міститься в соках багатьох рослин і плодів, значною мірою у винограді. Це побічний продукт виноробства. Маленькі безбарвні кристали, кислі на смак.

## Утворення
Калій бітартрат кристалізується у винних бочках під час бродіння виноградного соку, і може випадати у пляшках вина. Кристали часто утворюються на нижній стороні пробки у заповнених вином пляшках, які зберігалися при температурі нижче 10 °C (50 °F).
Ці кристали також випадають зі свіжого виноградного соку, який був охолоджений або залишений на деякий час. Для запобігання формування кристалів у домашньому варенні або виноградному желе, свіжий виноградний сік повинен бути охолодженим протягом ночі, щоб сприяти кристалізації. Кристали калію бітартрату видаляються шляхом фільтрації через два шари марлі.

## Застосування
Використовується в кулінарії.